# Boross Péter
Boross Péter (Nagybajom, 1928. augusztus 27. –) magyar jogász, politikus. Az Antall-kormányban 1990-ben a polgári titkosszolgálatokat felügyelő tárca nélküli miniszter, majd 1990-1993 között belügyminiszter. Antall József halála után 1993. december 21. és 1994. július 15. között Magyarország miniszterelnöke.
1992-2010 között az MDF tagja, 1994-1998 között, valamint 2006-2010 között a párt országgyűlési képviselője. 1994-1996 között az Országgyűlés Nemzetbiztonsági Bizottságának elnöke.

## Családja
Felmenői apai ágon generációkon keresztül erdészek voltak. Édesapja, Boross György (1896–1993) erdőmérnöki oklevelet szerzett, majd 1915-1918 között az első világháborúban harcolt, megsebesült, magas kitüntetéseket kapott. A háború után a Vitézi Rend tagja lett. 1945 után internálták, majd rendőri felügyelet alá vonták. Édesanyja, Horváth Lujza (1905–1993) a kihalt Perneszy család egyik távoli ágából, egy kisbirtokos gazdálkodó családból származott.
Felesége, Papp Ilona, akivel 1952-ben lépett házasságra, bíróként dolgozott, 2010. július 31-én hunyt el. Házasságukból két fiú- és egy lánygyermekük született. Elsőszülött fiuk, Péter kilenc hónapos korában elhunyt. Másik fiuk, Gábor 58. életévében hunyt el. Négy unokája és egy dédunokája van.

## Ifjúsága
Testvérével (Boross László 1932-2020) Újvárfalván és Nagybajomban nevelkedtek, és jómódú mostohaanyjuk keze alatt hatosztályos elemi iskolát végeztek. Boross 1938-ban a kőszegi Hunyadi Mátyás Honvéd Gimnáziumban kezdte el katonai középiskolai tanulmányait, majd 1942-től a pécsi Zrínyi Miklós Honvéd Hadtest Kadétiskola hallgatója lett. A második világháború záró szakaszában a szovjet megszállás következtében az egész iskola Sopronba költözött 1944 végén. Innen az iskolát a németországi Butzbachba helyezték át, de több társával együtt sikeresen megszökött, és Bécsen keresztül visszatért Magyarországra. Végül a háború miatt egy év kieséssel, 1947-ben a kaposvári Somssich Pál Gimnáziumban érettségizett.
1951-ben végzett az Eötvös Loránd Tudományegyetem Jog- és Államtudományi Karán, ahol Moór Gyula volt a tanára. Ügyvéd akart lenni, ám a sztálinista korszakban a szakma hírneve és jövedelmezősége csökkent, így a Fővárosi Tanácsnál kezdett dolgozni. Később a Nezvál Ferenc vezette Pénzügyminisztérium előadója volt.
Az 1956-os forradalom idején a Budapesti Forradalmi Bizottság és az Értelmiségi Forradalmi Tanács tagjává választották.

## A forradalom és szabadságharc után
A forradalom leverése után, 1957 januárjában elbocsátották. Betanított munkásként dolgozott egy játékgyárban. Végül az év júliusában letartóztatták a forradalomban játszott szerepéért. Kihallgatása után a kistarcsai internálótáborba szállították. Rövidesen szabadon bocsátották, de 1959-ig őt és családját rendőri felügyelet alatt tartották.
1957 októberében kezdte el vendéglátóipari pályafutását mint vendéglátóipari ellenőr. Múltja miatt azonban onnan is elbocsátották, majd csaposként dolgozott a Fővárosi Állat- és Növénykert Szikla Éttermében. Néhány hónappal később a Széchenyi gyógyfürdő büféjébe került. 1958 szeptemberében egy kőbányai étterem igazgatóhelyettese lett. 1962-ben a Kőbányai Vendéglátóipari Vállalatnál áruforgalmi csoportvezetőnek nevezték ki.
1965-ben - a Kádár-rendszer legismertebb szakácsa, Venesz József közbenjárására - a Dél-pesti Vendéglátópari Vállalat igazgatóhelyettesévé léptették elő. Ebben a minőségben részt vett a magyar vendéglátóipar és idegenforgalom felsőfokú szakemberképzésének megszervezésében. Ez idő alatt a cégnek kétszáz vendéglátóegysége volt. Az 1968-ban elindított új gazdasági mechanizmus piaci kapcsolatokat teremtett a cégek között. 1971. december 21-én a Dél-pesti Vendéglátóipari Vállalat igazgatójává nevezték ki. 1989. február 1-én vonult nyugdíjba.

## Politikai pályafutása

### Az Antall-kormányban
Antall Józseffel már az 1950-es évek óta barátság fűzte össze őket. Miután az 1990-es országgyűlési választásokon a Magyar Demokrata Fórum (MDF) megverte a liberális Szabad Demokraták Szövetségét (SZDSZ) és kormányt alakított, Antall József felkérte, hogy legyen a Miniszterelnöki Hivatal titkosszolgálatokért felelős államtitkára 1990. május 30-i kezdettel. Alig két hónappal államtitkári kinevezése után, július 23-án a polgári titkosszolgálatok tárca nélküli minisztere lett. Ezen a poszton felügyelte a Nemzetbiztonsági Hivatal (NBH) és az Információs Hivatal (IH) belső biztonsági hírszerző ügynökségeinek működését. Első feladatai közé tartozott a kommunista titkosszolgálati vezetők eltávolítása. Az általa vezetett titkosszolgálat nem hozta nyilvánosságra a huszonhat III/III-as feltételezett kémelhárító tiszt nevét, akik a Belügyminisztérium e részlegében ténykedtek 1989 előtt. Németh Miklós volt miniszterelnök állítása szerint utódjának, Antall Józsefnek adta át a listát. Boross azonban azzal érvelt, hogy az nem hivatalos dokumentum, sok pontatlansággal és improvizációval szerkesztve.
Miután a kormányellenes taxisblokád hibás kezelése nyomán Horváth Balázs lemondott, 1990. december 21-én Borosst nevezték ki belügyminiszterré. Így ő lett Antall első helyettese és a jobboldali konzervatív kabinet második legmagasabb rangú tagja. Egy későbbi interjúban azt mondta, hogy példaképének Keresztes-Fischer Ferencet, a Horthy-korszak belügyminiszterét tekinti, aki mind a szélsőjobboldali, mind a szélsőbaloldali mozgalmak ellen fellépett. Boross belügyminiszterként átszervezte a rendőrségi szervezetek struktúráját, menesztette Szabó Győző országos rendőrfőkapitányt, utódjául a viszonylag fiatal Pintér Sándort nevezte ki 1991-ben, akit korábban budapesti rendőr-főkapitánnyá tett. Minisztériuma önkormányzati törvényt dolgozott ki, Boross a kiterjedtebb decentralizáció híve volt, de pártja többsége elutasította módosító javaslatát. Amikor 1992. október 23-án a tüntetők szidalmazták és kifütyülték az SZDSZ-es Göncz Árpád köztársasági elnököt, Borosst és a kormányt az ellenzék szándékos szabotázzsal vádolta meg, ám ezt mindvégig tagadta. Egy 2014-es jelentés szerint lehetséges, hogy Antall és Boross tudott egy esetleges provokációról, de nem akarták megakadályozni.
1992. augusztus 17-ig pártonkívüli politikus volt, amikor hivatalosan is belépett az MDF-be. Tagja lett a párt Budapest II. kerületi tagozatának. 1993 elejére az MDF országos választmányának tagjává választották, és a párt egyik alelnöke is lett. Antall súlyos betegeskedése alatt – aki non-Hodgkin-limfómában szenvedett – Boross 1993. október 6-tól november 5-ig, valamint november 20-tól december 12-ig, majd Antall halálával ideiglenesen ő látta el a miniszterelnöki teendőket. Javaslatára Antallt egy nappal a halála előtt, december 11-én Göncz Árpád köztársasági elnök a Magyar Érdemrend Nagykeresztjével tüntette ki.

### Miniszterelnöksége
Antall József halála napján, 1993. december 12-én Boross Péter lett Magyarország ügyvezető miniszterelnöke. Másnap összeült az MDF országos választmánya és frakciója, ahol három jelölt, Boross Péter, Szabó Iván és Für Lajos indult a miniszterelnöki posztért. Az első fordulóban Boross Péter 89 szavazattal az első helyen végzett, Szabó Iván 79, míg Für Lajos 62 szavazatot kapott. A második fordulóban Boross Péter kétharmados támogatottságot szerzett Szabó Ivánnal szemben, így ő lett a párt miniszterelnök jelöltje. Az Országgyűlés 1993. december 21-én 201 igen, 152 nem és 5 tartózkodással megválasztotta miniszterelnöknek. A belügyminiszteri poszton Kónya Imre frakcióvezető követte, de ettől eltekintve a kormány személyi összetétele nem változott, ezért az újságírói és tudományos munkák gyakran Antall–Boross kabinetnek nevezik az 1990 és 1994 között hivatalban lévő MDF kormányt.
1994 januárjában a prágai csúcstalálkozón a közép-európai posztkommunista országok vezetőivel Magyarország NATO-békepartnerséghez való csatlakozásáról tárgyalt. Az Egyesült Államok kifejezte szándékát a NATO katonai szövetségének bővítésére. Az 1994-es választások előtt Viktor Csernomirgyin orosz miniszterelnök Budapestre látogatott, hogy megvitassa az adósságrendezés kérdését. Boross Péter arra kérte Csernomirgyint, hogy beszéljen Slobodan Milošević jugoszláv elnökkel a délszláv háború kapcsán a szerbiai magyarok érdekében. Februárban Boross Péter Párizsban François Mitterrand elnökkel és Édouard Balladur miniszterelnökkel tárgyalt. Márciusban Bonnban meglátogatta Helmut Kohl német kancellárt.
Az 1994-es országgyűlési választás után az MSZP-s Horn Gyula követte a miniszterelnöki poszton.

### Miniszterelnöksége után

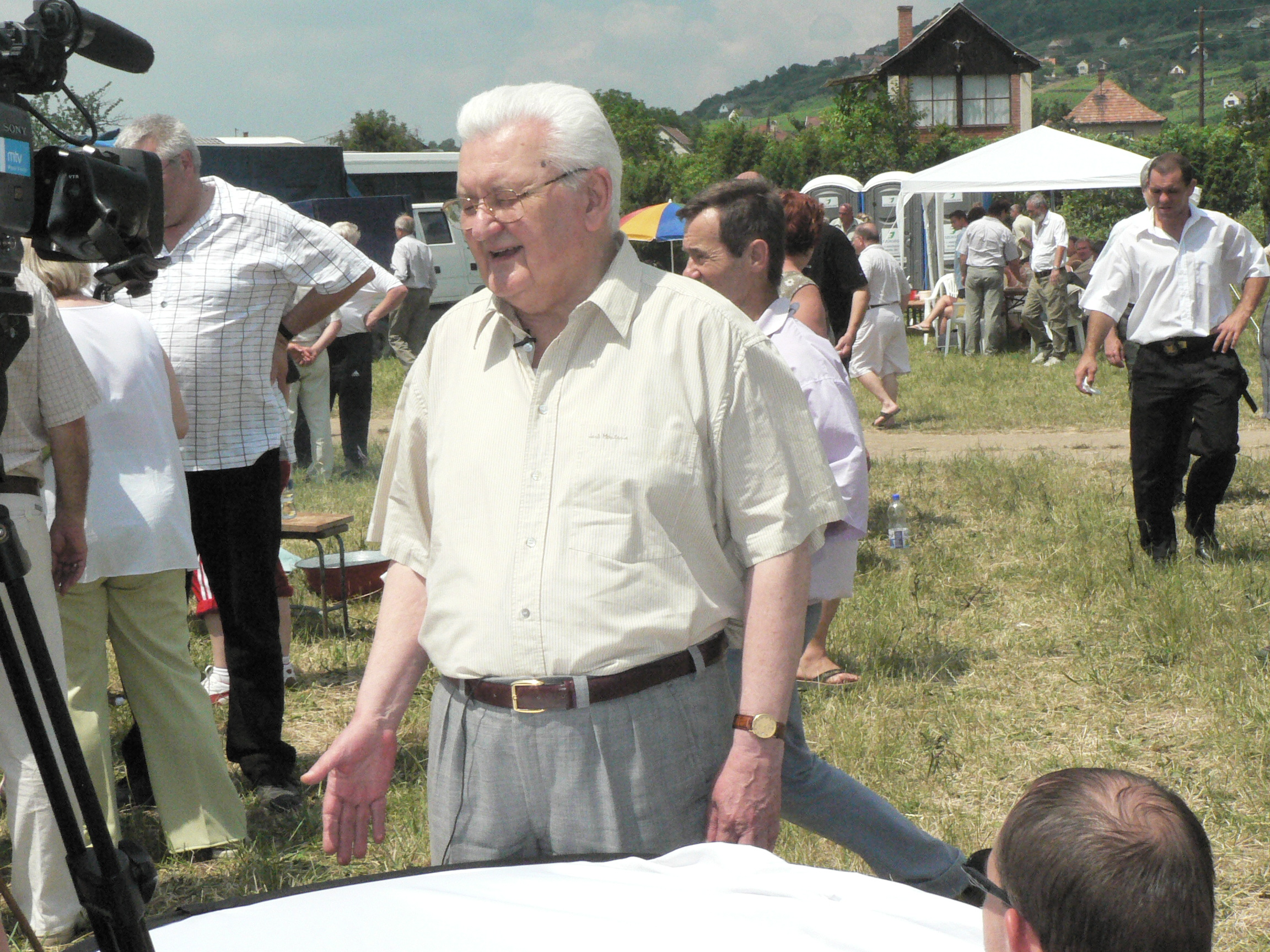
Boross Péter 2006-ban

Az 1994-es országgyűlési választáson az MDF budapesti listájáról választották országgyűlési képviselővé. Kinevezték a Nemzetbiztonsági Bizottság elnökévé. 1994-1995-ben a közszervezetek pénzügyi támogatásával foglalkozó országgyűlési bizottság alelnöke is volt.
Az MDF 1996-os pártelnökválasztási kampányában Lezsák Sándort támogatta. A választás után 15 MDF-es országgyűlési képviselő kivált a pártból és megalapította a Magyar Demokrata Néppártot (MDNP). Boross Péter ezt követően lemondott a Nemzetbiztonsági Bizottság elnöki posztjáról, de továbbra az MDF tagja maradt. 1994-1998 júniusa között az Alkotmányelőkészítő Bizottságnak és a Gazdasági Bizottságnak is tagja volt.

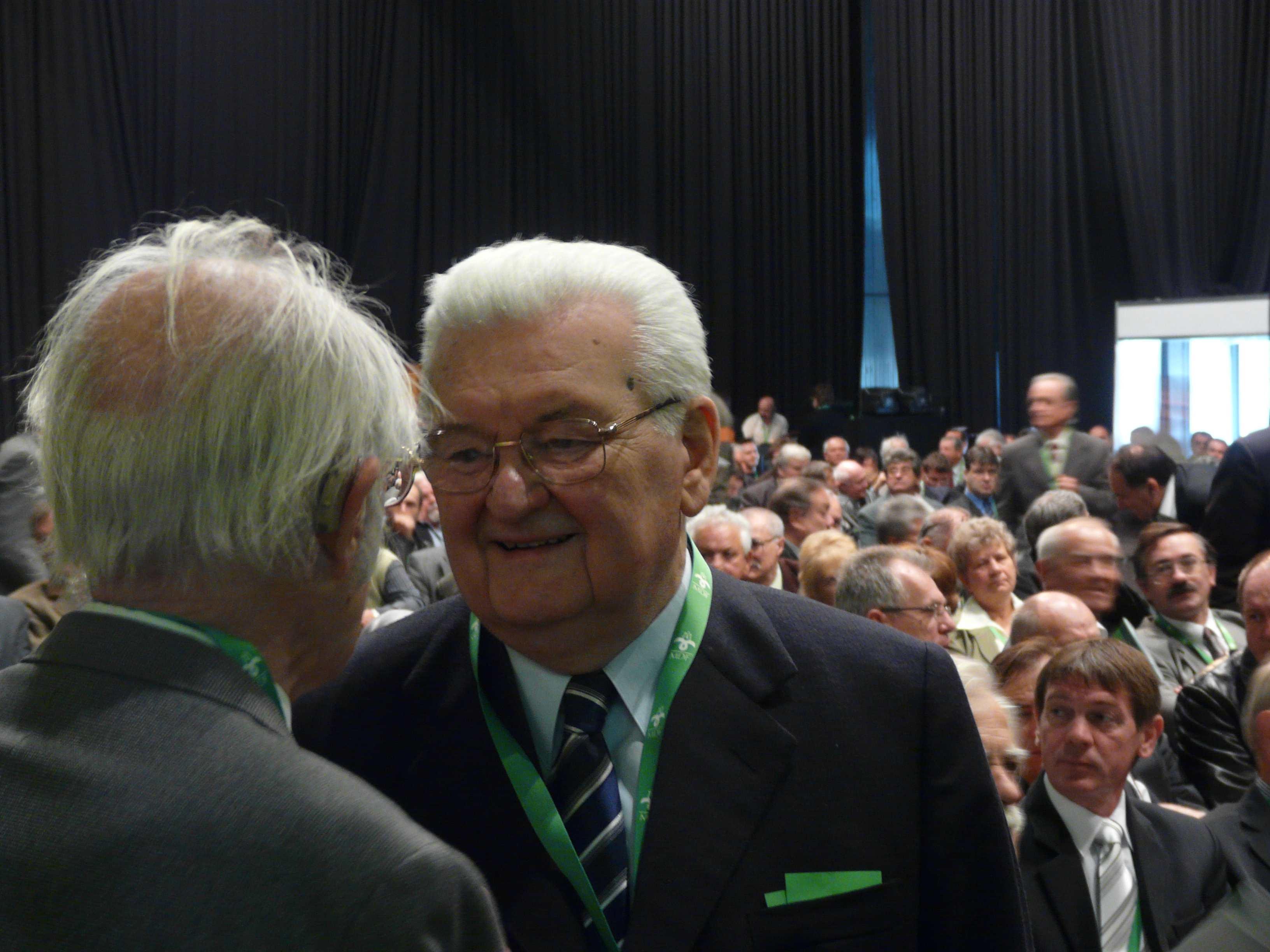
Boross az MDF 12. kongresszusán, 2008 szeptemberében

Az 1998-as országgyűlési választáson nem szerzett mandátumot, de Orbán Viktor miniszterelnök személyes főtanácsadója lett. Boross Pétert sokáig Dávid Ibolya igazságügyi miniszter támogatójának tartották, akit 1999-ben megválasztottak az MDF elnökének. Boross Péter ekkor már nem indult újra az MDF alelnöki posztjáért.
2003-ban kilépett az MDF országos elnökségéből. 2006-ban a Nemzeti Emlékhely és Kegyeleti Bizottság elnökévé választották, mely tisztségről 2021. április 1-i hatállyal lemondott.
A 2006-os országgyűlési választásokon az MDF Pest megyei listájáról országgyűlési képviselővé választották. A választás második fordulója előtt azzal érvelt, hogy a baloldali-liberális MSZP–SZDSZ kormánykoalíció előnye verhetetlen, ezért számos kritikát kapott a jobboldaltól. A választást követően tagja lett a Nemzetbiztonsági Bizottságnak.
A 2009-es európai parlamenti választás kampányában határozottan ellenezte, hogy  a szocialista Bokros Lajos volt minisztert jelöljék az MDF pártlistájának élére . Ennek eredményeként  2009. január 31-én lemondott parlamenti mandátumáról. Mivel a konzervatív párt irányvonala a baloldal felé mozdult el, ami több prominens párttag kizárását eredményezte, 2009. júniusában úgy döntött, hogy megszakítja minden kapcsolatát a pártvezetéssel. Végül 2010. január 25-én kilépett a pártból.

## Későbbi évei

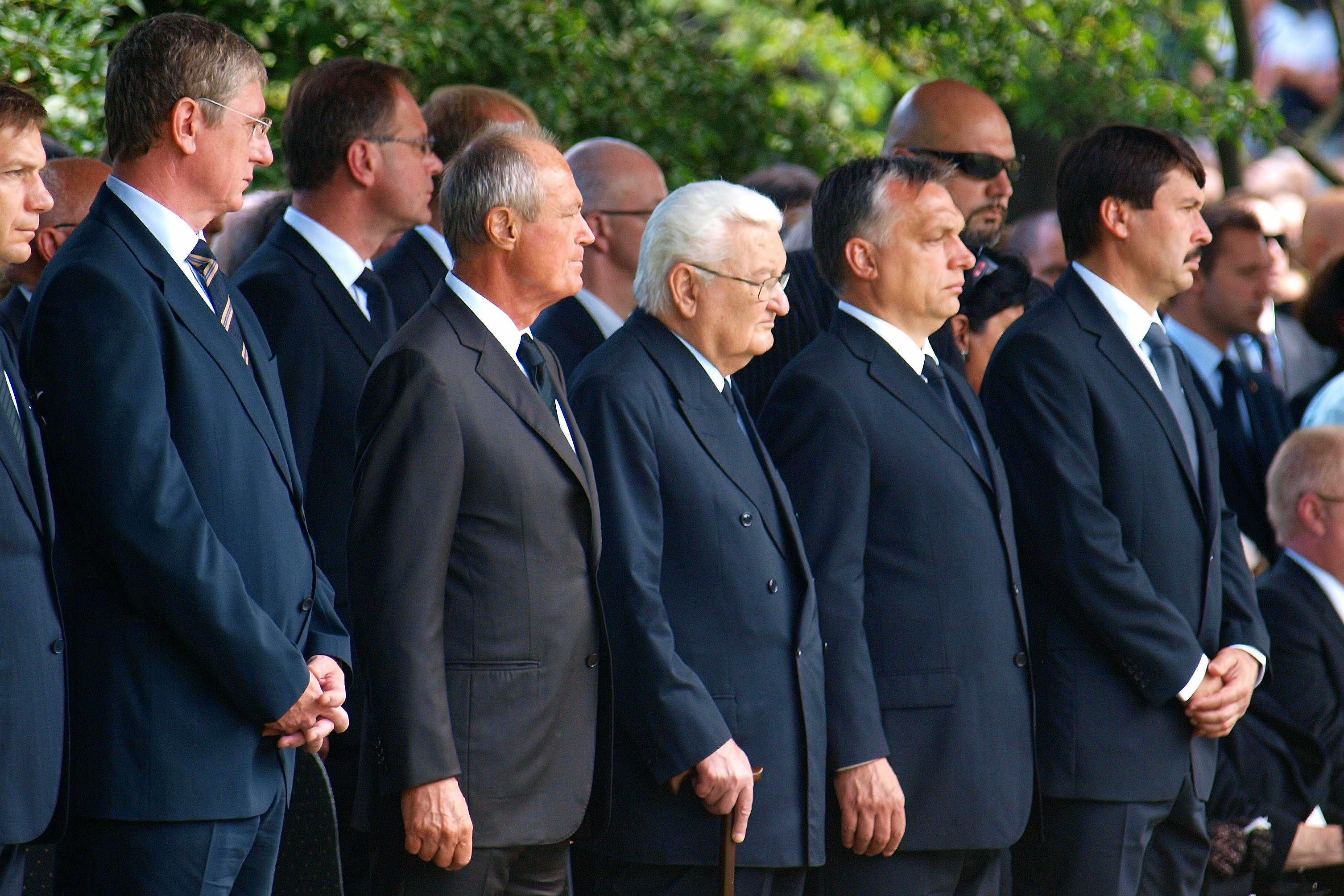
Boross (jobbról a harmadik) magyar miniszterelnökökkel Horn Gyula temetésén, 2013-ban

2010-ben tagja lett annak a testületnek, amely tanácsokkal látta el Orbán Viktor miniszterelnököt az új magyar alkotmány fogalmi alapjairól. Az alkotmányelőkészítés során levélben fogalmazta meg azokat a kérdéseket, amelyeket álláspontja szerint az új alkotmány előkészítésénél figyelembe kellene venni. Ezek között hangsúlyosan szerepelt, hogy az új alkotmány útján szélesebb körű felhatalmazást és erősebb politikai hatalmat kell a miniszterelnök kezébe adni, valamint, hogy a fővárosi kerületek közigazgatási egységként legyenek szabályozva, nem pedig hatalmi autonómiaként. Azt javasolta, hogy a második világháború előtti előljárói rendszer kerüljön visszaállításra.
2010 szeptemberében interjút adott a Heti Válasz című hetilapnak, amikor azt mondta, a kormánynak be kellene vezetnie az úgynevezett gyermektelenségi adót, mert szerinte ez nem csak magánügy, hanem nemzeti ügy is. Több feminista csoport is tiltakozott és bírálta kijelentését.
2015 augusztusában az európai migrációs válságra reflektálva azt mondta, hogy a Magyarországra irányuló tömeges bevándorlás „faji és etnikai kérdés”. Emiatt a Nemzeti Média- és Hírközlési Hatóság vizsgálatot indított ellene. A Hatóság 2016 februárjában jogsértés hiányában megszüntette az eljárást. Helyeselte a magyar határzár felállítását is.
2015 októberében egy interjúban kijelentette, hogy „ízléstelen ostobaság” összehasonlítani a jelenlegi migrációs helyzetet az 1956-os forradalom utáni magyar menekültek helyzetével. Azt mondta, hogy a II. világháború alatt segítettünk a menekülteknek, "de nem más földrészek más arculatú népein".
2016-ban az 1956-os forradalom 60. évfordulója alkalmából azt mondta, fontosnak tartja, hogy az ifjúságban is tudatosuljon, „miért vagyunk mi a szabadság népe”. Tudatosítani kell, hogy „igenis büszkék és rátartiak vagyunk” a mindenáron megmaradás képességére. "Azért maradtunk meg, mert szabadságharcaink és 1956 üzenete mindig alkalmat adott arra, hogy felemeljük a fejünket".

## Díjak, kitüntetések
- Podmaniczky-díj (1988)
- 1956-os Emlékérem (1991)
- A Magyar Köztársasági Érdemrend nagykeresztje (1998)
- Szabadság Hőse emlékérem (2006)
- Antall József-díj (2007)
- Nemzeti Emlék-őr díj (2023)[13]

## Kötetei
- Boross. Hadapródiskolától a miniszterelnöki székig, riporter Sereg András, Magyar Hivatalos Közlönykiadó, Budapest, 2007, ISBN 978-963-972-228-6
- Marinovich Endre: A kamikaze kormány második miniszterelnöke Boross Péter 213 napja, Éghajlat Kiadó, Budapest, 2007, ISBN 239-998-244-136-8
- Boross 90. "Sorsomat gubancos fonállal szőtték", riporter Sereg András, Veritas Történetkutató Intézet–Magyar Napló, Budapest, 2018, ISBN 978-615-572-148-9
- Koltay Gábor: Mr. Nyugodt Erő. Boross Péter egykori miniszterelnökkel beszélget Koltay Gábor, Sacrafilm–Püski, Budapest, 2019, ISBN 978-963-302-265-8

## Videófelvételek
- „A jobboldali világkép dominánssá vált” - Boross Péter - ECHO TV – Youtube.com, Közzététel: 2018. szept. 5.
- Milyen volt fiatalnak lenni '56-ban - Boross Péter. Katolikus TV – Youtube.com, Közzététel: 2019. október 24.
- Blikk. Volt egyszer egy politikus - Boross Péter – Youtube.com, Közzététel: 2021. július 13.
- „Kegyetlen hadjárat folyt ellenünk” – Boross Péter – Arcok a Múltból 4. XX. Század Intézet  – Youtube.com, Közzététel: 2022. november 17.
- A rendszerváltás ! 2 Beszélgetés Dr. Boross Péterrel. Cs. Szabó Béla szerkesztő-riporter és Neszveda Péter Kristály Média és Film – Youtube.com, Közzététel: 2023. január 16.